# Jekaterina Pesjkova
Jekaterina Pavlovna Pesjkova (ryska: Екатери́на Па́вловна Пешко́ва), född den 26 juli 1876, död den 26 mars 1965, var en rysk (sovjetisk) människorättsaktivist. 1896 gifte hon sig med journalisten Aleksej Pesjkov, som med tiden skulle bli känd under sitt författarnamn Maksim Gorkij. Hon behöll hans efternamn efter deras skilsmässa 1903.

## Aktivism
Pesjkova var en av de allra första ryska människorrättsaktivisterna. Hon bestämde sig redan 1899 för att engagera sig i arbetet för att bistå politiska fångar i Ryssland under tsarregimen. 1904 blev hon medlem av det Socialistrevolutionära partiet. Under åren före första världskriget var hon bosatt i Paris där hon var aktiv i Pariskommiteen för hjälp till ryska politiska fångar, en organisation som hade startats av hennes ryska landsmaninna Vera Figner. Tidigt under första världskriget var hon verksam i Röda Korset.
Tillbaka i Ryssland efter oktoberrevolutionen hade hon en ledande roll i grundandet av det Politiska Röda Korsets Moskvakommitté, en organisation som gav juridiskt och ekonomiskt bistånd till politiska fångar i det nya sovjetiskt styrda Ryssland, oavsett vad de hade för etnisk bakgrund eller politisk tillhörighet.
1921 lyckades Pesjokva få till stånd en stor fångutväxling mellan sovjetiska och polska krigsfångar efter det polsk-sovjetiska kriget. Efter 1922 var hon ledande medlem i den nystartade organisationen Pompolit (Помполит), en förkortning av Pomosjtj polititjeskim zakljutjonnym (Stöd till politiska fångar), som var en fortsättning på Moskvakommiteens arbete, men under större kontroll av myndigheterna. Pompolit lades ner 1937 under den stora utrensningen och ett år efter Maksim Gorkijs död.